# Религия в Лаосе
Лаос расположен на площади 237 тыс. км² и имеет население в 6,4 млн человек. Лаосцы, которые составляют примерно 40—50 % населения, в подавляющем большинстве являются последователями буддизма Тхеравады. Остальная часть населения принадлежит по крайней мере 48 различным этническим группам. Большинство из этих этнических групп практикуют анимизм с верованиями, которые сильно различаются между этими группами. Анимизм в большей степени преобладает среди тайских групп (тай дам, тай дэнг), а также среди мон-кхмерских и тибето-бирманских групп. Даже у лао лум (равнинных лао) многие добуддийские анимистические религиозные верования были включены в практику буддизма тхеравады. 
Последователи католичества и протестантства составляют около 2 % населения. Другие религиозные меньшинства включают тех, кто практикует бахаи, ислам, буддизм махаяны и конфуцианство. Не так много среди граждан тех, кто не следует никакой религии.
Хотя правительство запрещает иностранцам прозелитизм, некоторые проживающие в стране иностранцы, связанные с частными предприятиями и неправительственными организациями занимаются религиозной, в том числе миссионерской деятельностью.
За религиозные дела внутри страны отвечает Лаосский фронт национального развития, и все религиозные организации в Лаосе должны быть им зарегистрированы.

## История
Буддизм проник в Лаос в начале VIII века и был широко распространён уже к XIV веку. Многие из лаосских правителей были важными покровителями буддизма.
С конца 1950-х годов, военно-политические силы «Патет Лао» пытались насаждать среди монахов левую идеологию и использовать авторитет сангхи, чтобы влиять на мысли и настроения народных масс. Усилия были во многом успешными, несмотря на попытки правительства поставить сангху под гражданский административный контроль и заручиться участием монахов в программах развития и помощи беженцам. Австралийский политолог Мартин Стюарт-Фокс объяснял успех «Патет Лао» неспособностью элиты лао лум объединить монархию, правительство и сангху во взаимодополняющие институты. Недовольство аристократии, разделение сангхи на две антагонистических секты, с их низким уровнем религиозного образования и дисциплины, и оппозиция, иностранное влияние — всё это способствовало восприимчивости многих монахов к идеям «Патет Лао». Политизация сангхи снизила её авторитет в глазах многих, но её влияние на уровне деревень и расширенная поддержка населения создали для «Патет Лао» основу для последующей деятельности, вплоть до смены правительства в 1975 году.
Успешные усилия правительства ЛНДР, для укрепления своей власти также продолжают оказывать влияние на буддизм. На политических семинарах на всех уровнях, правительство учило, что марксизм и буддизм были в основном совместимы, поскольку обе дисциплины, как и все люди равны, и оба направлены на прекращение страдания. Политические семинары в дальнейшем рекомендуют «расточительные» расходы на религиозную деятельность всех видов, потому что некоторые монахи были направлены в политические центры на перевоспитание, а другим было запрещено проповедовать. По отказу от частной собственности монахов было видно, как приближается идеал будущего коммунистического общества. Однако, буддийские принципы отречения и нематериализм, которые находились в явном противоречии с марксистской доктриной экономического развития, а также популярные расходы на религиозные пожертвования за заслуги решили также рассматривать как состояние ресурсов. Таким образом, хотя открыто поддерживаются буддизм, государство подрывает авторитет и моральное состояние сангхи, заставляя монахов распространять партийную пропаганду и поддерживать местных монахов и их традиционное участие в большинстве решений и мероприятий деревень. В этот период политической консолидации, многие монахи из сангхи бежали в Таиланд. Другие монахи Патет Лао соединились во вновь образованной Лаосской Объединённой Буддийской Ассоциации, которая заменила старую религиозную иерархию. Число мужчин и мальчиков, постригающихся в монахи, резко сократилось, и ваты совсем опустели.
Крайняя точка упадка буддизма в Лаосе пришлась на 1979 год, после чего произошла стратегическая либерализация политики. С этого времени число монахов постепенно увеличивается, хотя в 1993 году большая часть всё ещё была сосредоточена во Вьентьяне и других городах долины реки Меконг. Буддийские школы в городах включают значительный политический компонент в учебные планы. Партийные чиновники могут принять участие в буддийских церемониях и даже быть посвящёнными в монахи, чтобы заработать религиозные заслуги в связи со смертью близких родственников. Уровень религиозного понимания и ортодоксальности сангхи, однако, не является более высоким, чем это было до 1975 года, когда он подвергался критике со стороны.
С конца 1980-х годов пожертвования ватам и участие в буддийских праздниках начали резко возрастать. Фестивали в деревнях и их окрестностях стали более сложными, и фестиваль-ярмарка Пха Тхат Луанга, которая до 1986 года была ограничена тремя днями, продолжается в течение семи дней. Количество монахов также увеличилось в городах и деревнях, возрождаются бытовые обряды благословения, в которых монахи были центральными участниками.

## Религии

### Буддизм

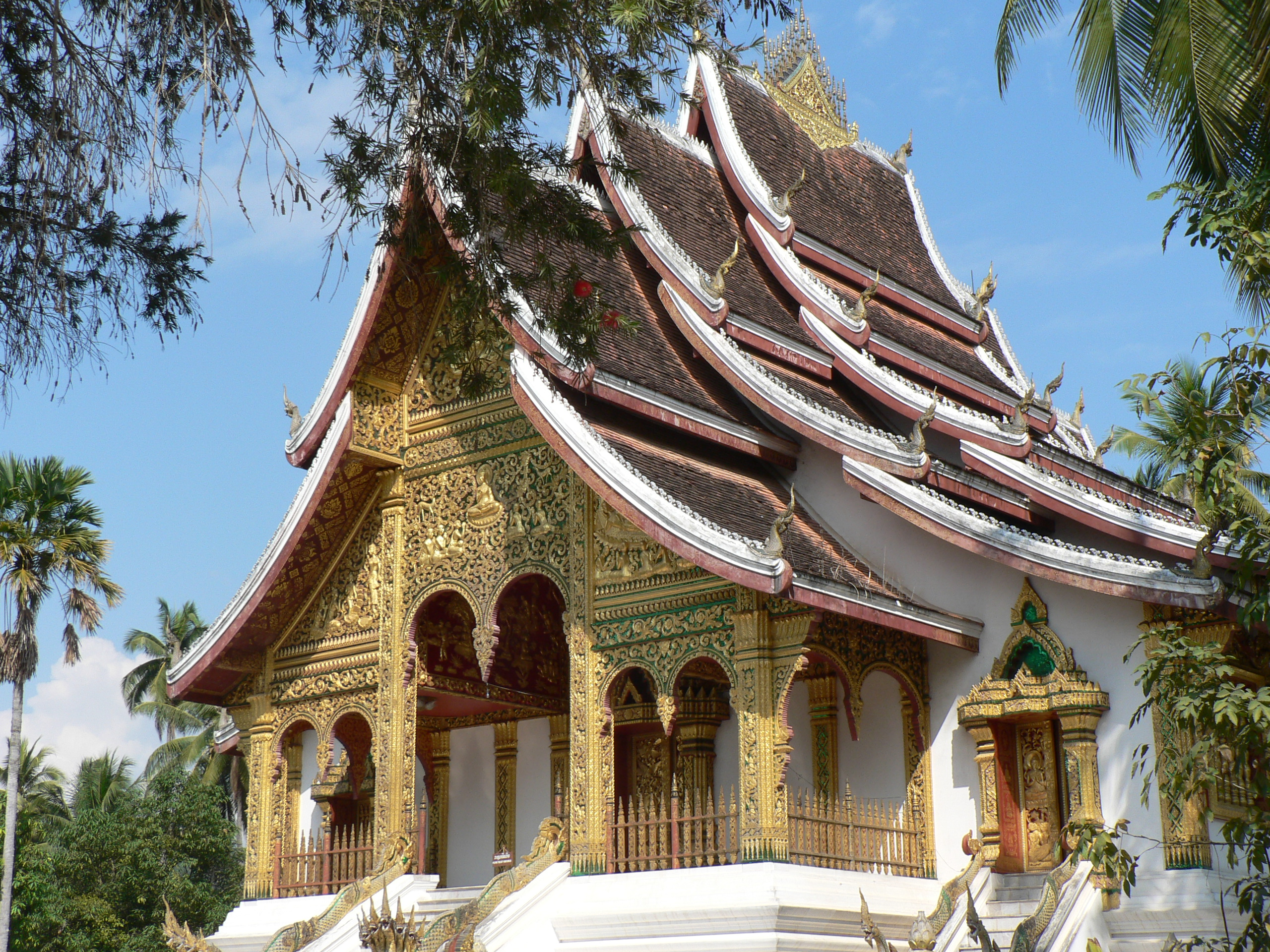
Буддийский храм в королевском дворце в Луангпхабанге

Буддизм Тхеравады на сегодняшний день является наиболее распространённой и организованной религией в стране, причем около 5000 храмов религиозной практики расположены в центре общественной жизни и в сельских районах. В большинстве случаев Лаосская религиозная традиция остаётся неизменной. Большинство мужчин проводят часть своей жизни как монахи в храмах, хотя бы несколько дней. В стране приблизительно 22 000 монахов, и почти 9000 из которых получили звание «старшего монаха», указывающее на годы учёбы в монастыре. Кроме того, есть около 450 монахинь, как правило, пожилые женщины и вдовы, проживающих в храмах по всей стране. Буддийская сангха находится под руководством верховного патриарха, проживающего в Вьентьяне и контролирующего деятельность центрального аппарата.

Лаосские буддисты принадлежат к традиции Тхеравады, основанной на ранних учениях Будды и сохранившейся в Шри-Ланке после буддизма Махаяны во II веке до нашей эры. Буддизм Тхеравады также является доминирующим в Таиланде и Камбодже.

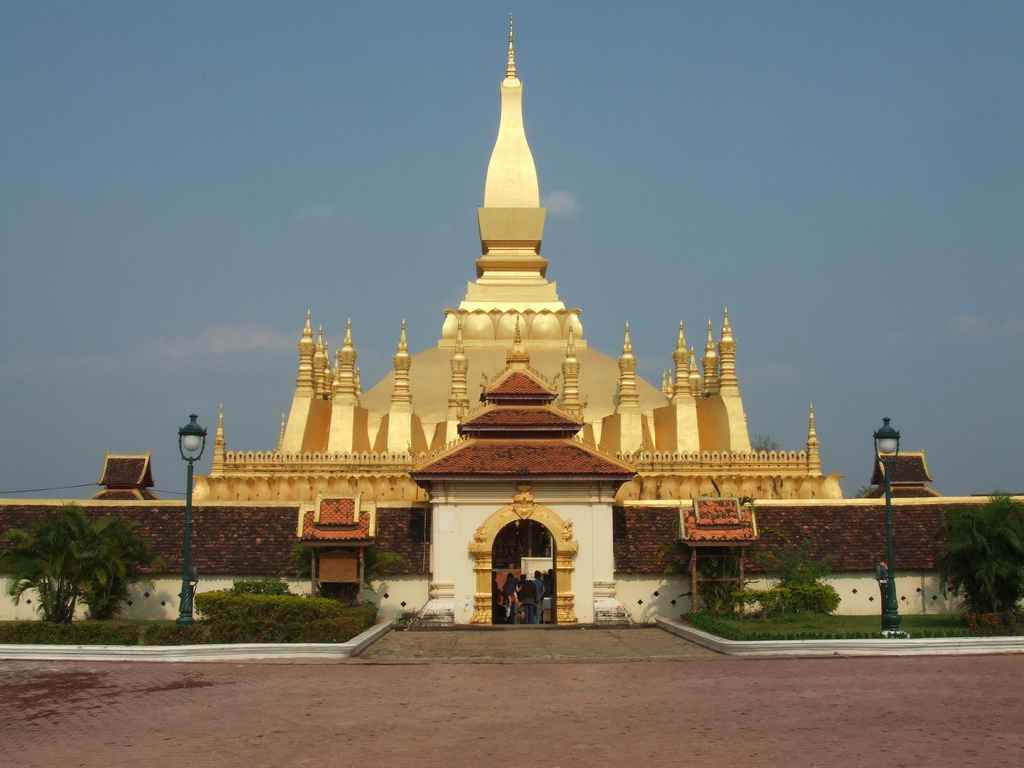
Пха Тхат Луанг, — буддийская ступа, Национальные символы Лаоса

Тхат Луанг, ступа в лаосском стиле, является наиболее священным буддийским памятником в Лаосе и является местом всенародных фестивалей-ярмарок в ноябре.
Для лао лум ват является одним из двух координационных центров жизни. Ват представляет собой символ идентификации села, и является местом для проведения церемоний и праздников. До создания светских школ, деревенские мальчишки получили базовое образование от монахов из Вата. Ват имеет жилые здания для монахов и послушников, а также основное здание со статуями Будды, которая используется для светских деревенских сходах, а также для молебнов. В зависимости от богатства и вклада жителей, здания варьируются от деревянных и бамбуковых до крупных, кирпичных и бетонных зданий, украшенных красочными фресками и черепичными крышами, имитирующими изгибы нага, мифического змея или дракона воды. Административный комитет, состоящий из уважаемых людей, управляет финансовыми и организационными делами вата.
Буддийские обряды обычно не связаны с этапами жизненного цикла, за исключением смерти. Похороны могут быть довольно развитыми, если семья может себе это позволить, но в то же время достаточно просты в сельских районах. Тело лежит дома в гробу в течение нескольких дней, в течение которых монахи молятся, при этом непрерывный поток посетителей отдает свои дань и уважение семье а также долю продовольствия и питья. По истечении срока тело в гробе кремируют. Пепел монахи впоследствии хоронят в небольшом храме на территории вата.
После 1975 года Тхаммают-никая была официально включена в состав Маханикаи, но всё ещё сохраняет последователей в сельской местности. Настоятели и монахи нескольких храмов, в частности, во Вьентьяне, как сообщается, являются последователями этой школы.
Во Вьентьяне 4 буддийских храма Махаяны: два, обслуживающих общины этнических вьетнамцев и два, обслуживающих общины этнических китайцев. Буддийские монахи из Вьетнама, Китая и Индии посещали эти храмы и свободно проводили там богослужения для верующих. Есть по крайней мере четыре больших буддийских пагоды Махаяны в других городских центрах и небольшие храмы Махаяны в деревнях вблизи границ Вьетнама и Китая.

### Анимизм
Несмотря на важность буддизма для лао лум (равнинных лао) и некоторых групп лао тьенг (лао плато), анимистические верования распространены среди всех слоёв населения Лаоса. Вера в пхи (духи) цвета относиться во многом с Лаосской природой и служит одним из объяснений болезни и заболевания. Вера в пхи смешивается с буддизмом, в частности на местном уровне, и некоторые монахи уважали особую способность изгнания злых духов из больного или не позволение пропуска их в дом. Так, у многих ватов есть небольшой домик духов, построенный в одном из углов основания, что связано с благодетельным духом монастыря.
Пхи повсеместны и разнообразны. Некоторые связаны с универсальными элементами: землёй, небом, огнём и водой. Многие лао лум также считают, что они находятся под защитой кхван (32 духов). Болезнь возникает, когда один или более из этих духов покидает тело, это условие может быть отменено церемонией, которая призывает всех 32 духов даровать здоровье, процветание и благополучие пострадавшим участникам. Хлопковые нити повязывают на запястьях участников для сохранения духа на месте. Церемония часто выполняются при приеме гостей до и после длительных поездок, и в ритуале лечении или после выздоровления, это также центральный ритуал венчания и церемония для новорожденных детей.
Анимисты верующие опасаются также диких духов леса. Большинство этнических групп анимистов, для которых культ предков также имеет важное значение, имеют различные практики и верования.
Хмонги верят в различных духов (например, Неба), некоторые связаны с домом, некоторые с природой, а некоторые с предками. Каждый дом имеет по крайней мере небольшой алтарь на одной из стен, что находится в центре любого ритуала, связанного с бытом или семьей. Ежегодные церемонии на Новый год продлевают общую защиту семьи и духов предков. Заболевание часто связано с действием духов, и практикующие призваны осуществлять лечения обрядом. Существует обычные практикующие и шаманы. Практикующие священники ведут обряды по домохозяйству, бытовые обряды и обычные гадания. Шаман же может быть привлечён к участию в таком значительном ритуале, как лечение.

### Христианство

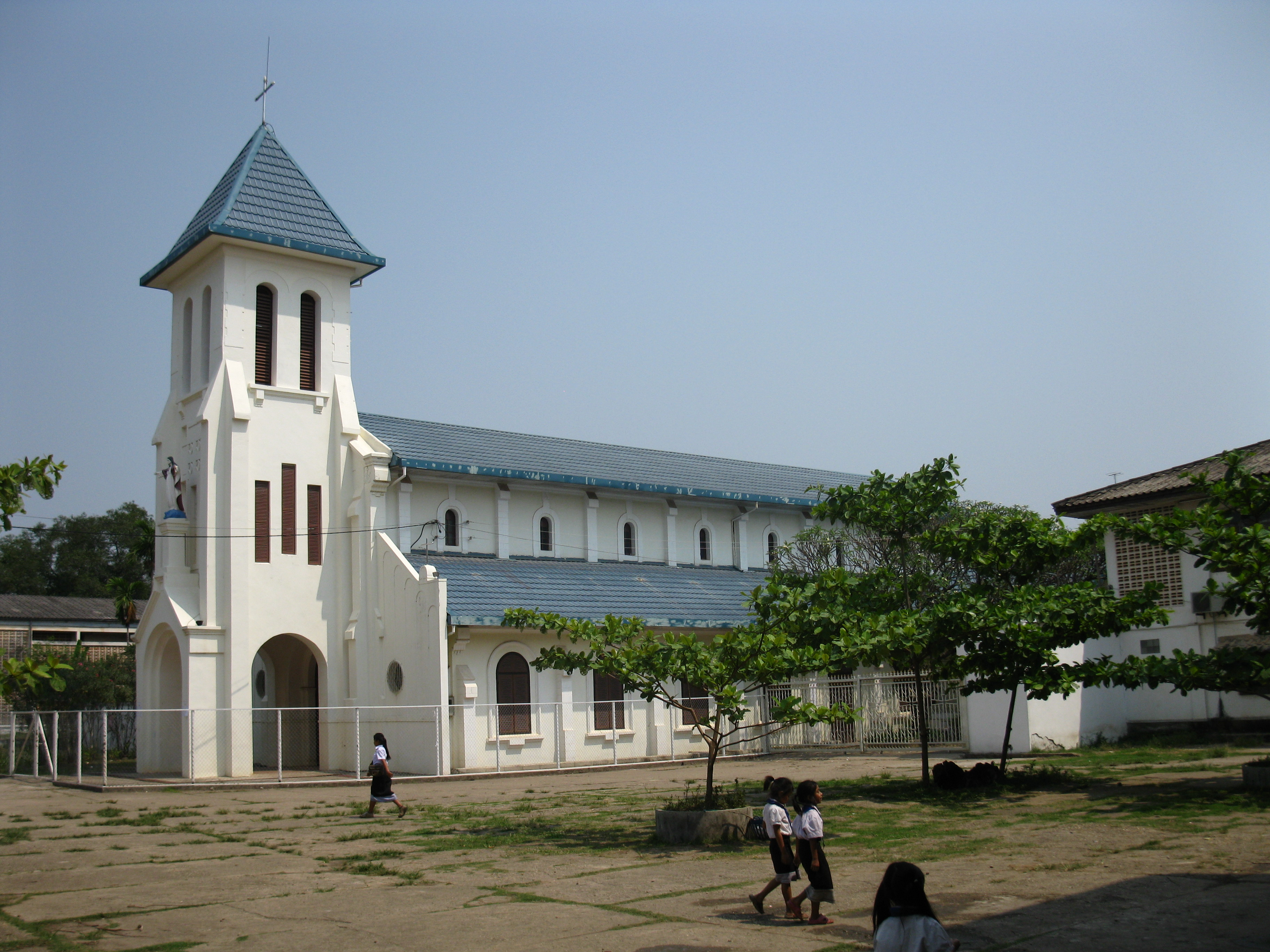
Католическая церковь «Sacre Coeur» (построена в 1928 году), Вьентьян

Христианство в Лаосе менее распространено. Есть три церкви в Лаосе: Лаосская евангелическая церковь, Церковь адвентистов седьмого дня и Римско-католическая церковь.
Есть около 45 000 членов римско-католической церкви, многие из которых являются этническими вьетнамцами, живут в основном в крупных городах и прилегающих районах, расположенных вдоль реки Меконг, в центральных и южных районах страны. Католическая церковь имеет официальные представительства в пяти из самых густонаселенных центральных и южных провинциях, где католики могут поклоняться открыто. Деятельность католической церкви является более ограниченной на севере страны. Имущество церкви в Луангпхабанге был захвачено после 1975 года, и в этом городе уже нет священника. Неофициальный католический учебный центр здесь подготовил небольшое число священников, чтобы служить католической общине.
Около 400 протестантских конгрегаций проводят службы на всей территории страны для сообщества, которое быстро растет в последние десятилетия. Число протестантов оценивается больше, чем 100 000. Многие протестанты, являются представителями мон-кхмерских этнических групп, особенно Кхму на севере и Бру в центральных провинциях. Число протестантов также растет высокими темпами в общинах Мяо и Яо. В городских районах протестантизм привлекает многих последователей. Большинство протестантов сосредоточено в префектуре Вьентьяна, в провинциях Вьентьян, Сайнябули, Луангпхабанг, Сиангкхуанг, Борикхамсай, Саваннакхет, Чампасак и Аттапы, и немного приходов по всей стране. Лаосская комиссия национального строительства (LFNC) официально признает только две протестантские группы — Лаосская евангелическая церковь и Церковь адвентистов седьмого дня. Последователей Адвентистов седьмого дня немногим более 1000 по всей стране, с общинами во Вьентьяне, а также в провинциях Бокео, Борикхамсай, Чампасак, Луангпхабанг и Сиангкхуанг. Так же в Лаосе есть такие христианские конфессии, которые не признаются правительством, это Методизм, Свидетели Иеговы, Церковь Христа, Лютеранство, Церковь Иисуса Христа Святых последних дней (мормоны), а также Баптизм. Они официальных номера членства не имеют.
Лаос является страной с гонения христиан.

### Ислам
Мусульман в Лаосе меньше чем христиан. Они составляют около 0,01 % населения. Мусульмане живут в основном в столице, Вьентьяне. Мусульманское население в основном занято в сфере торговли и управления мясных магазинов. Небольшое сообщество Тям в основном — мусульмане-сунниты. Мусульмане живут в основном в городских районах.

### Вера Бахаи
Вера Бахаи в Лаосе начинается после краткого упоминания Абдул-Баха в 1916 году и первые бахаи появляются в Лаосе примерно в 1955 году. Первые бахаи организовали Местное Духовное Собрание, в 1958 году, и в конечном счете в 1967 году появилось национальное Духовное Собрание Лаоса. Сейчас сообщество составляет около 8000 сторонников и 4 учреждения, расположенные в: Вьентьяне, провинции Вьентьяна, в городе Паксе и в других провинциях с меньшей численностью населения. Хотя хорошо созданы и могут функционировать общины бахаи в этих городах, в трудное время в других провинциях не могут печатать собственные религиозные материалы.

### Другие религии

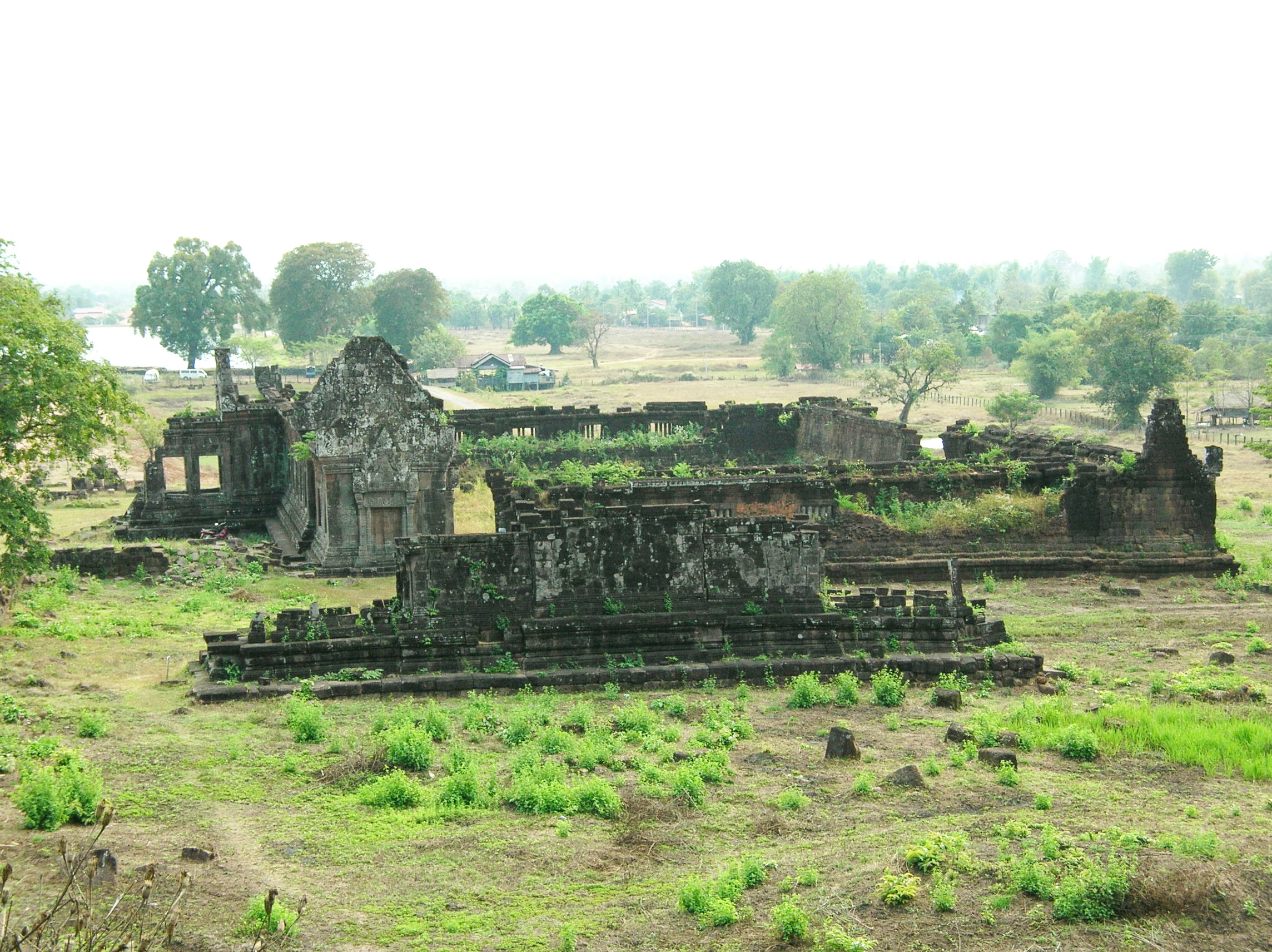
Ват Пху, разрушенный храмовый комплекс Кхмерской империи, расположенный в южной части Лаоса. Первоначально использовался для поклонения индуистскому богу Шиве, но был переоборудован для использования в качестве буддийского храма

Лаос когда-то был частью Кхмерской империи, и здесь сохранилось несколько индуистских храмов.
В крупных городах есть небольшие группы последователей конфуцианства и даосизма.